# Lock Springs (Missouri)
Lock Springs est un village du comté de Daviess, dans le Missouri, aux États-Unis,. Situé au sud-est du comté, il est incorporé en 1872.

## Démographie
Lors du recensement de 2010, le village comptait une population de 57 habitants. Elle est estimée, en 2016, à 56 habitants.

## Source de la traduction
- (en) Cet article est partiellement ou en totalité issu de l’article de Wikipédia en anglais intitulé « Lock Springs, Missouri » (voir la liste des auteurs).